# Mount McKenny
Mount McKenny är ett berg i Antarktis. Det ligger i Östantarktis. Nya Zeeland gör anspråk på området. Toppen på Mount McKenny är 1 890 meter över havet.
Terrängen runt Mount McKenny är kuperad norrut, men söderut är den platt. Trakten är obefolkad. Det finns inga samhällen i närheten.